# Raión de Véidelevka
El raión de Véidelevka (ruso: Ве́йделевский райо́н) es un distrito administrativo y municipal (raión) ruso perteneciente a la óblast de Bélgorod. Se ubica en el sureste de la óblast. Su capital es Véidelevka.
En 2021, el raión tenía una población de 21 332 habitantes.
Su territorio es de iure fronterizo al sur con Ucrania, concretamente con la óblast de Lugansk. Sin embargo, en la invasión rusa de Ucrania de 2022, las tropas rusas invadieron casi toda la óblast de Lugansk y anexionaron la zona a Rusia sin el consentimiento de las autoridades ucranianas, declarando que pasaba a ser un territorio ruso bajo la denominación de "República Popular de Lugansk". Esta situación ha eliminado de facto el carácter fronterizo del raión de Véidelevka.

## Subdivisiones
Comprende 64 localidades, todas rurales excepto la capital distrital. Estas 64 localidades se agrupan en 12 ayuntamientos, que son el asentamiento de tipo urbano de Véidelevka y los siguientes once asentamientos rurales:
- Beli Kolódez
- Bólshiye Lipiagui
- Viktorópol
- Dólgoye
- Zakútskoye
- Zénino
- Klimenkí
- Kubraki
- Malakéyevo
- Nikoláyevka
- Solontsí